# Dreschenau

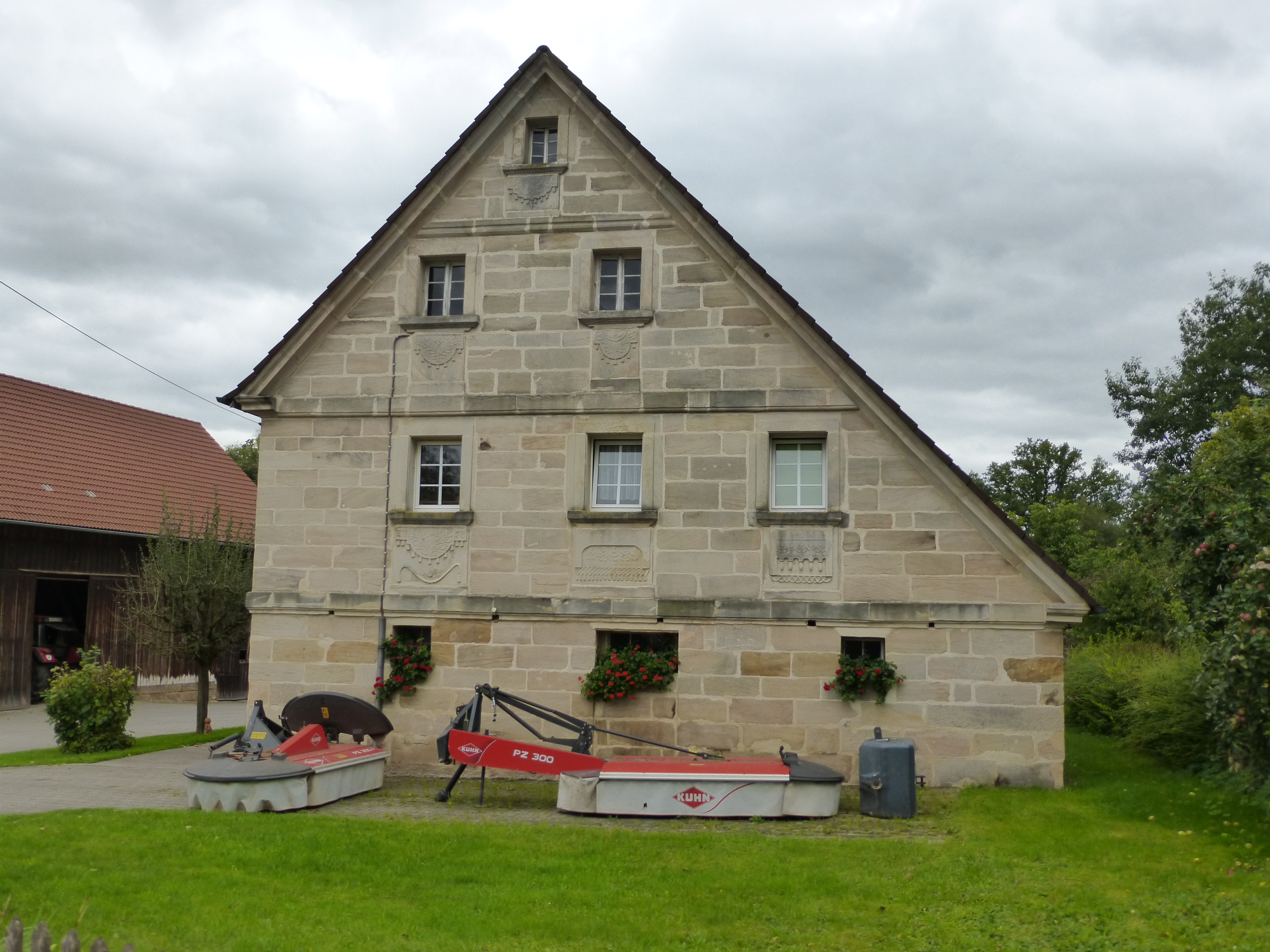
Haus Nr. 5: Wohnstallhaus

Dreschenau (oberfränkisch: Dreschenah) ist ein Gemeindeteil der Gemeinde Neudrossenfeld im Landkreis Kulmbach (Oberfranken, Bayern). Dreschenau liegt in der Gemarkung Neudrossenfeld.

## Geographie
Das Dorf liegt am rechten Ufer des Roten Mains. Im Ort gibt es einen Baum, der als Naturdenkmal geschützt ist. Im Osten befindet sich das Dreschenauer Holz. Eine Gemeindeverbindungsstraße führt nach Neudrossenfeld zur Kreisstraße KU 18 (1,5 km nordwestlich) bzw. nach Neuenplos (1,4 km südlich).

## Geschichte
Der Ort wurde 1398 als „Eschenaw“ erstmals urkundlich erwähnt. 1488 wurde der Ort erstmals „Dreschenau“ genannt. Der Ortsname bedeutet die mit Eschen bewachsene Aue. Die spätere Form entstand durch die Kontraktion von zu der Eschenau.
Gegen Ende des 18. Jahrhunderts bestand Dreschenau aus 20 Anwesen (2 Höfe, 15 Sölden, 3 Tropfhäuslein, 1 Hofstättlein). Das Hochgericht übte das bayreuthische Stadtvogteiamt Kulmbach aus. Dieses hatte zugleich die Dorf- und Gemeindeherrschaft. Das Rittergut Neudrossenfeld war Grundherr sämtlicher Anwesen.
Von 1797 bis 1810 unterstand der Ort dem Justiz- und Kammeramt Kulmbach. Mit dem Gemeindeedikt wurde Dreschenau dem 1811 gebildeten Steuerdistrikt Neudrossenfeld und der 1812 gebildeten gleichnamigen Ruralgemeinde zugewiesen.

### Baudenkmäler
- Haus Nr. 5: Wohnstallhaus mit Torpfeiler
- Haus Nr. 6: zugehöriges Kellergeschoss

### Einwohnerentwicklung
| Jahr      | 001809 | 001818 | 001861 | 001871 | 001885 | 001900 | 001925 | 001950 | 001961 | 001970 | 001987 |
| Einwohner | 120    | 144 *  | 118    | 121    | 125    | 131    | 123    | 134    | 107    | 101    | 94     |
| Häuser    |        | 25 *   |        |        | 24     | 22     | 22     | 23     | 23     |        | 25     |
| Quelle    | [ 11 ] | [ 8 ]  | [ 12 ] | [ 13 ] | [ 14 ] | [ 15 ] | [ 16 ] | [ 17 ] | [ 18 ] | [ 19 ] | [ 1 ]  |

## Religion
Dreschenau ist seit der Reformation evangelisch-lutherisch geprägt und nach Neudrossenfeld gepfarrt.